# روبرتو کراورو
روبرتو کراورو (ایتالیایی: Roberto Cravero؛ زادهٔ ۳ ژانویهٔ ۱۹۶۴) یک بازیکن فوتبال اهل ایتالیا است.
از باشگاه‌هایی که در آن بازی کرده‌است می‌توان به تورینو، چزنا، و لاتزیو اشاره کرد.
وی همچنین در تیم ملی فوتبال ایتالیا بازی کرده‌است.